# Виборчий кодекс України
Виборчий кодекс України — кодифікований законодавчий акт, що визначає гарантії права громадян на участь у формуванні складу представницьких органів державної влади України, представницького органу влади Автономної Республіки Крим та представницьких органів і виборних осіб місцевого самоврядування, регулює підготовку та проведення різних типів виборів.
Прийнятий парламентом VIII скликання 11 липня 2019 року, а після подолання вето Президента — 19 грудня того ж року вже парламентом IX скликання.
Кодекс увібрав положення основних законодавчих актів, пов'язаних із виборчим процесом: «Про вибори Президента України», «Про вибори народних депутатів України», «Про місцеві вибори». Проте, залишаються чинними закони «Про Центральну виборчу комісію» та «Про Державний реєстр виборців».

## Основні положення
Вибори в Україні є основною формою народного волевиявлення, способом безпосереднього здійснення влади українським народом.
Вибори Президента України, народних депутатів України, депутатів Верховної Ради Автономної Республіки Крим, обласних, районних, сільських, селищних, міських, районних у містах рад, сільських, селищних, міських голів є вільними і відбуваються на основі загального, рівного і прямого виборчого права шляхом таємного голосування.
Відповідно до Конституції України в Україні проводяться такі типи виборів:
1. вибори Президента України;
2. вибори народних депутатів України;
3. місцеві вибори:
  1. вибори депутатів Верховної Ради АР Крим;
  2. вибори депутатів сільської, селищної, міської ради;
  3. вибори сільського, селищного, міського голови;
  4. вибори депутатів районної ради;
  5. вибори депутатів обласної ради;
  6. вибори депутатів районної у місті ради (у містах, де утворені районні у місті ради);
  7. вибори старости.

Вибори Президента України та вибори народних депутатів України є загальнонаціональними виборами.
Загальнонаціональні вибори можуть бути черговими, позачерговими або повторними.
Місцеві вибори можуть бути черговими, позачерговими, проміжними, повторними або першими.
Чергові загальнонаціональні вибори проводяться у зв'язку із закінченням встановленого Конституцією України строку повноважень відповідно Президента України, Верховної Ради України.
Чергові місцеві вибори є повсюдними і проводяться на всій території України.
Позачергові вибори призначаються у зв'язку з достроковим припиненням повноважень обраної особи або представницького органу. Позачергові місцеві вибори можуть бути призначені також з інших підстав, передбачених Конституцією України та Законом України «Про місцеве самоврядування в Україні».
Днем, у який відбуваються вибори, є день голосування на цих виборах. Днем голосування на виборах є неділя. День голосування на виборах не може збігатися з днем державного свята. Якщо день голосування, визначений відповідно до цієї статті, припадає на день державного свята, день голосування переноситься на наступну неділю.
Голосування на позачергових, перших, проміжних та повторних місцевих виборах не може бути призначене на день, пізніший ніж двісті сімдесятий день до дня голосування на чергових місцевих виборах.

## Пропорційна система з відкритими регіональними списками
За кодексом вибори до парламенту відбуваються за пропорційною системою з відкритими регіональними списками, що дає змогу виборцям впливати на те, хто від партій потрапить до Ради.
На початку виборчої кампанії партії розподіляють усіх своїх кандидатів на 27 регіональних списків. Територія України, відповідно, ділиться на 27 виборчих округів.
У бюлетені дві порожні графи: одна для номера партії, друга — номер кандидата від цієї партії. Виборець в одному рядку має вписати номер партії, яку підтримує, а в другому (опційно) — номер кандидата з її регіонального списку.
До Ради потрапляють лише партії, що долають п'ятивідсотковий загальнонаціональний бар'єр. Гарантовано місця отримують перші 9 кандидатів з партійного списку.
Далі рахується виборча квота — ціна одного мандату в перерахунку на голоси виборців. Для цього загальну кількість голосів, подану за прохідні партії, ділять на 450 депутатських місць. Після цього загальну кількість поданих за партію в регіоні голосів ділять на виборчу квоту. Результат ділення = кількість місць партії в Раді, не рахуючи перших дев'яти.
Ці місця віддаються кандидатам, які отримали найбільшу кількість голосів виборців у регіоні, а не тим, яких партія поставила на перші місця в регіональному виборчому списку.

## Історія прийняття
Проєкт Кодексу, ініційований народними депутатами України VIII скликання Андрієм Парубієм, Олександром Черненком та Леонідом Ємцем, поданий до парламенту 2 жовтня 2015 року. В авторському колективі, крім них, значаться колишній народний депутат Юрій Ключковський, Наталія Богашева з Інституту законодавства ВРУ та Колісецька.
Законопроєкт розроблено на основі проєкту Виборчого кодексу України робочої групи під керівництвом Ключковського, зареєстрованого в березні 2010 року. Той проєкт отримав позитивний висновок Венеціанської Комісії.
Як зазначено в пояснювальній записці, на необхідність розробки і прийняття Виборчого кодексу неодноразово звертали увагу міжнародні інституції — Парламентська асамблея Ради Європи, Європейська Комісія «За демократію через право» (Венеціанська комісія), Бюро з демократичних інституцій та прав людини ОБСЄ.
Основною проблемою, яку намагались вирішити автори проєкту, була відірваність депутатів від виборців через відсутність впливу виборців на персональний склад парламенту чи ради. У зв'язку з цим запропоновано застосувати виборчу систему, яка дозволяє персоніфікувати голосування («відкриті» списки кандидатів), що вимагає запровадження регіональних виборчих округів. Аналогічну виборчу систему запропоновано застосовувати також на виборах депутатів Верховної Ради Автономної Республіки Крим, обласних рад, а також міських рад тих міст, у яких кількість виборців перевищує 90 000 осіб.
7 листопада 2017 Верховна Рада мінімальними 226-ма голосами прийняла Виборчий кодекс у першому читанні. Це стало несподіванкою і для суспільства, і для самих депутатів.
6 червня 2019, в останні дні своєї роботи, Верховна Рада VIII скликання розпочала розгляд проєкту в другому читанні. Спікер Андрій Парубій назвав його «найбільш масштабним в історії», адже до цього часу від народних депутатів надійшло близько 4,5 тис. поправок, та й сам об'єм акта (460 сторінок) є надзвичайно великим.
Абсолютну більшість поправок парламент провалив як «законодавчий спам», а на останній день розгляду залишились 26, які були відібрані робочою групою для прийняття. 11 липня спікеру довелося сімнадцять разів ставити поправки на пакетне голосування, поки набралася потрібна кількість голосів (227). Після того народні депутати ухвалили кодекс 230-ма голосами в другому читанні та в цілому.
Близько 200 активістів під стінами парламенту привітали цю подію, яку вони підтримували своєю акцією.
Голова Верховної Ради Андрій Парубій підписав прийнятий документ 27 серпня. 14 вересня новий Президент Зеленський повернув зі своїми пропозиціями Виборчий кодекс для повторного розгляду народними депутатами.
Після президентських та парламентських виборів, 19 грудня 2019 року Верховна Рада голосами 330 депутатів ухвалила Виборчий кодекс у цілому з урахуванням пропозицій Президента.

## Структура
Кодекс складається з 289 статей, поділених на книги і розділи.

### Книга перша. Загальна частина
- Розділ I. Поняття виборів
- Розділ II. Основні принципи виборчого права
- Розділ III. Виборчий процес
- Розділ IV. Територіальна організація виборів
- Розділ V. Виборчі комісії
- Розділ VI. Списки виборців
- Розділ VII. Інформаційне забезпечення виборів
- Розділ VIII. Передвиборна агітація
- Розділ IX. Офіційні спостерігачі
- Розділ X. Підготовка та проведення голосування
- Розділ XI. Оскарження рішень, дій чи бездіяльності, що стосуються виборчого процесу
- Розділ XII. Зберігання виборчої та іншої документації і матеріальних цінностей

### Книга друга.Вибори Президента України
- Розділ XIII. Загальні положення виборів Президента України
- Розділ XIV. Територіальна організація виборів Президента України
- Розділ XV. Виборчі комісії з виборів Президента України
- Розділ XVI. Фінансове і матеріально-технічне забезпечення підготовки та проведення виборів Президента України
- Розділ XVII. Виборчі фонди кандидатів на пост Президента України
- Розділ XVIII. Висування та реєстрація кандидатів на пост Президента України
- Розділ XIX. Особливості інформаційного забезпечення виборів Президента України та передвиборної агітації
- Розділ XX. Гарантії діяльності кандидатів на пост Президента України та офіційних спостерігачів
- Розділ XXI. Проведення голосування, визначення результатів виборів Президента України
- Розділ XXII. Повторні та позачергові вибори Президента України

### Книга третя.Вибори народних депутатів
- Розділ XXIII. Загальні положення виборів народних депутатів України
- Розділ XXIV. Територіальна організація виборів депутатів
- Розділ XXV. Виборчі комісії з виборів народних депутатів України
- Розділ XXVI. Фінансове та матеріально-технічне забезпечення підготовки і проведення виборів народних депутатів України
- Розділ XXVII. Виборчі фонди партій, кандидатів у народні депутати України
- Розділ XXVIII. Висування і реєстрація кандидатів у народні депутати України
- Розділ XXIX. Особливості інформаційного забезпечення виборів народних депутатів України
- Розділ XXX. Гарантії діяльності партій, кандидатів у народні депутати України, офіційних спостерігачів
- Розділ XXXI. Проведення голосування, визначення результатів виборів народних депутатів України

### Книга четверта.Місцеві вибори
- Розділ XXXII. Загальні положення місцевих виборів
- Розділ XXXIII. Територіальна організація місцевих виборів
- Розділ XXXIV. Виборчі комісії з місцевих виборів
- Розділ XXXV. Фінансове і матеріально-технічне забезпечення підготовки та проведення місцевих виборів
- Розділ XXXVI. Виборчі фонди організацій партій, кандидатів
- Розділ XXXVII. Висування та реєстрація кандидатів на місцевих виборах
- Розділ XXXVIII. Особливості інформаційного забезпечення місцевих виборів
- Розділ XXXIX. Гарантії діяльності суб'єктів виборчого процесу, офіційних спостерігачів на місцевих виборах
- Розділ XL. Проведення голосування, визначення результатів місцевих виборів
- Розділ XLI. Заміщення депутатів, позачергові, повторні, проміжні, додаткові та перші місцеві вибори
- Розділ XLII. Прикінцеві та перехідні положення.